# 須磨離宮公園
須磨離宮公園（日语：／ Sumarikyū-kōen）是位於日本兵庫縣神戶市須磨區丘陵的一處面積為82公頃的都市公園，包括以西洋式庭園為中心的本園和植物園。

## 簡介
須磨離宮公園的原本是探險家暨僧人大谷光瑞的宅邸，後來於1907年由宮內省收購，始建於1908年，在1914年竣工。庭園由園藝家福羽逸人所設計，完工後稱為「武庫離宮」（須磨離宮），1945年因戰爭而大部份損毀，之後宮內廳將庭園部份復原回損毀之前的樣貌，做為皇太子明仁1959年結婚的紀念。1967年，須磨離宮公園被賜給神戶市，正式名稱為「神戶市立須磨離宮公園」，由神戶市公園綠化協會與神戶市造園協力會共同管理。1989年獲入選日本都市公園百選。

## 另見
- 阪神間現代主義

## 外部連結
- 神戸市立須磨離宮公園 （页面存档备份，存于）
- 公式ブログ（2013年6月2日閲覧） （页面存档备份，存于）
- 神戸市立須磨離宮公園 王侯貴族のバラ園 フェイスブック（2013年6月2日閲覧）
- 神戸市立須磨離宮公園｜神戸公式観光サイト FeelKOBE（2013年6月2日閲覧） （页面存档备份，存于）
- 神戸市立須磨離宮公園｜遊園地、テーマパーク、公園｜兵庫県｜観光情報「瀬戸マーレ」（2013年6月2日閲覧） （页面存档备份，存于）